# Unió General Tunisiana del Treball
La Unió General Tunisiana del Treball (UGTT; àrab: الاتحاد العام التونسي للشغل, al-Ittiḥād al-ʿĀm at-Tūnisī li-l-Xuḡl) és un centre sindical nacional de Tunísia. Fundada el 20 de gener de 1946, té 517.000 membres. La UGTT forma part de la Confederació Sindical Internacional i de la Confederació Internacional de Sindicats Àrabs. La Unió General Tunisiana del Treball, juntament amb la Lliga Tunisiana dels Drets Humans, la Unió Tunisiana d'Indústria, Comerç i Artesania i l'Orde Nacional d'Advocats de Tunísia, com a membres del Quartet de Diàleg Nacional, va obtenir el Premi Nobel de la Pau de 2015 "la seva contribució decisiva en la construcció d'una democràcia plural a Tunísia després de la Revolució del Gessamí de 2011".